# Cetatea Rolandseck

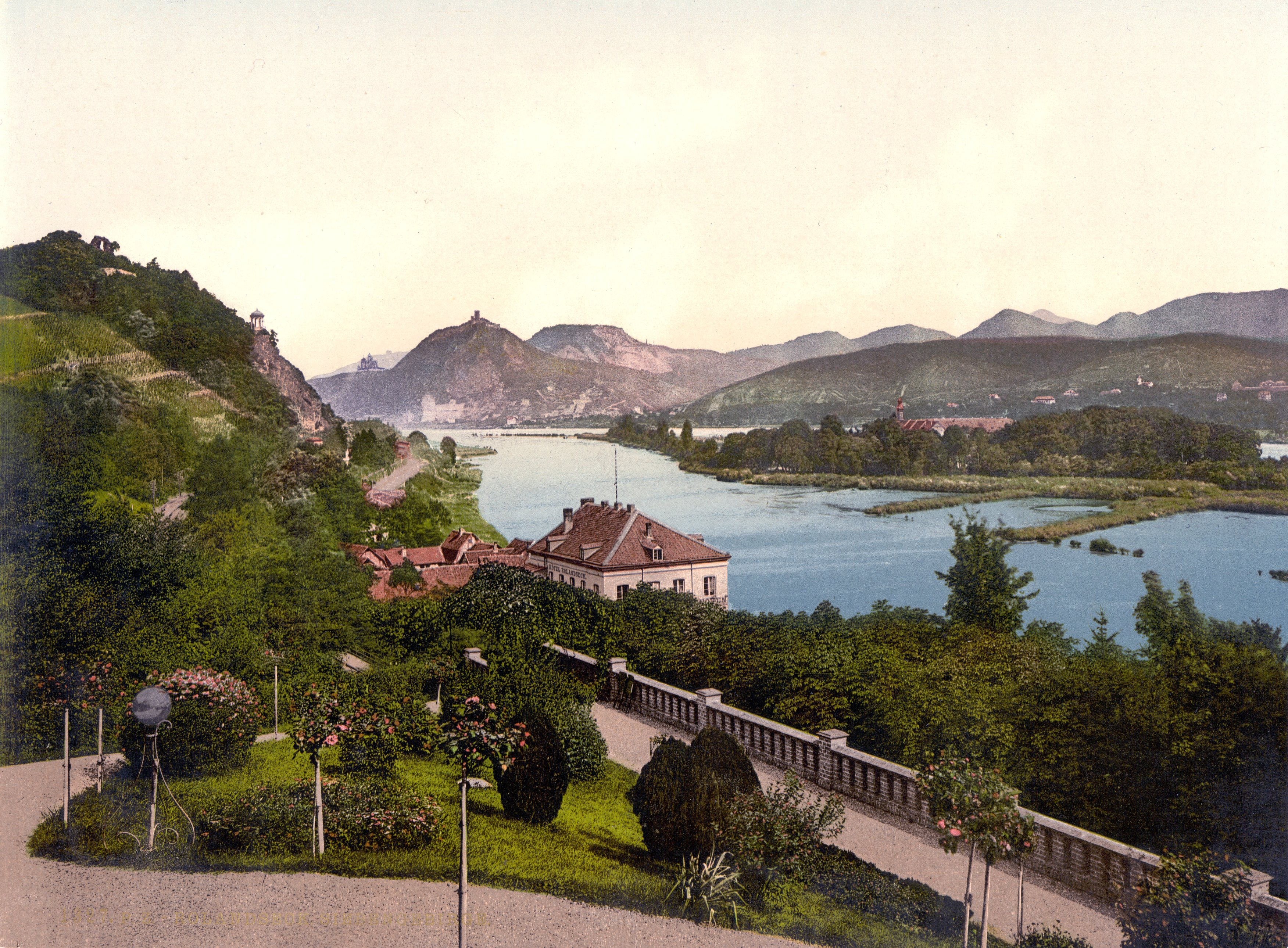

Cetatea Rolandseck este amplasat în orașul Remagen situat pe malul Rinului, în landul Renania-Palatinat. El a fost întemeiat de episcopul Kölnului Friedrich I. Cetatea a servit împreună cu Drachenfels si Wolkenburg la asigurarea granițelor episcopatului din Köln.
După ce a fost asediată în evul mediu de mai multe ori, a început să cadă în paragină, iar după cutremurul din 1673 a devenit o ruină.
Prin contribuția unor sponzori ea a fost renovată în anul 1840 de meșterul Ernst Friedrich Zwirner .